# Didemnum parancium
Didemnum parancium är en sjöpungsart som beskrevs av Kott 200. Didemnum parancium ingår i släktet Didemnum och familjen Didemnidae. Inga underarter finns listade i Catalogue of Life.